# Kamehameha III
Pour les articles homonymes, voir Kamehameha.
Kamehameha III (en prononciation hawaïenne : /kəmehəˈmɛhə/), en hawaïen : Keaweaweʻula Kīwalaʻō Kauikeaouli Kaleiopapa, né sous le nom de Kauikeaouli le 11 août 1813 à Kona (Hawaï) et mort le 15 décembre 1854 à Honolulu (Hawaï), est le troisième roi du royaume d'Hawaï de 1824 à sa mort en 1854.
Il succéda à son frère, Kamehameha II, sur le trône à l'âge de dix ans. De 1824 à 1833, le véritable pouvoir politique était dans les mains de sa sœur et régente, Kinau, ainsi que de sa belle-mère, Ka'ahumanu, femme favorite de son père le roi Kamehameha Ier qui exerce la fonction de Kuhina Nui, l'équivalent d'un Premier ministre. Après la mort de celle-ci, en 1839, Kamehameha III mena une vie dissolue, provoquant la consternation de beaucoup, y compris de son épouse la reine Kalama.
En 1839, à la suite de l'affaire Laplace et sous la menace française d'une guerre, le catholicisme romain fut légalisé et le premier code de loi établi. Il décréta également la Constitution de 1840, la première d'Hawaï, faisant évoluer le pays du statut de monarchie absolue à celui de monarchie constitutionnelle, avec la création d'un conseil des ministres et d'une législature. En 1843, le capitaine britannique George Paulet occupa Hawaï mais Kamehameha III alerta Londres des actions du capitaine renégat, rétablissant l'indépendance du royaume. Deux ans plus tard, il transféra la capitale de Lahaina sur l'île de Maui à Honolulu sur l'île d'Oahu. Un de ses actes les plus importants fut le Grand Mahele de 1848 qui redistribua la terre entre le gouvernement, le roi, les nobles et le peuple. La plupart des gens du peuple ne connaissaient pas l'existence du programme et perdirent des terres lors de la redistribution. Les étrangers furent aussi autorisés à posséder la terre à Hawaï pour la première fois. En 1849, l'amiral français Legoarant de Tromelin mit à sac et pilla Honolulu après que le roi lui refusa ses exigences. Le dernier acte majeur du règne de Kamehameha III fut la promulgation de la Constitution de 1852 qui libéralisa grandement la politique et fit adopter un nouveau Code légal en 1846 qui introduisit notamment le dollar hawaïen en 1847 avec son effigie.
À sa mort sans héritiers, lui succéda son neveu, Alexander Liholiho sous le nom de Kamehameha IV. Il est le monarque hawaïen au plus long règne de l'histoire de la monarchie. Sa devise était : Ua mau ke ea o ka aina i ka pono (en français : « La vie du pays est perpétuée par la vertu »).

## Jeunesse

### Premières années

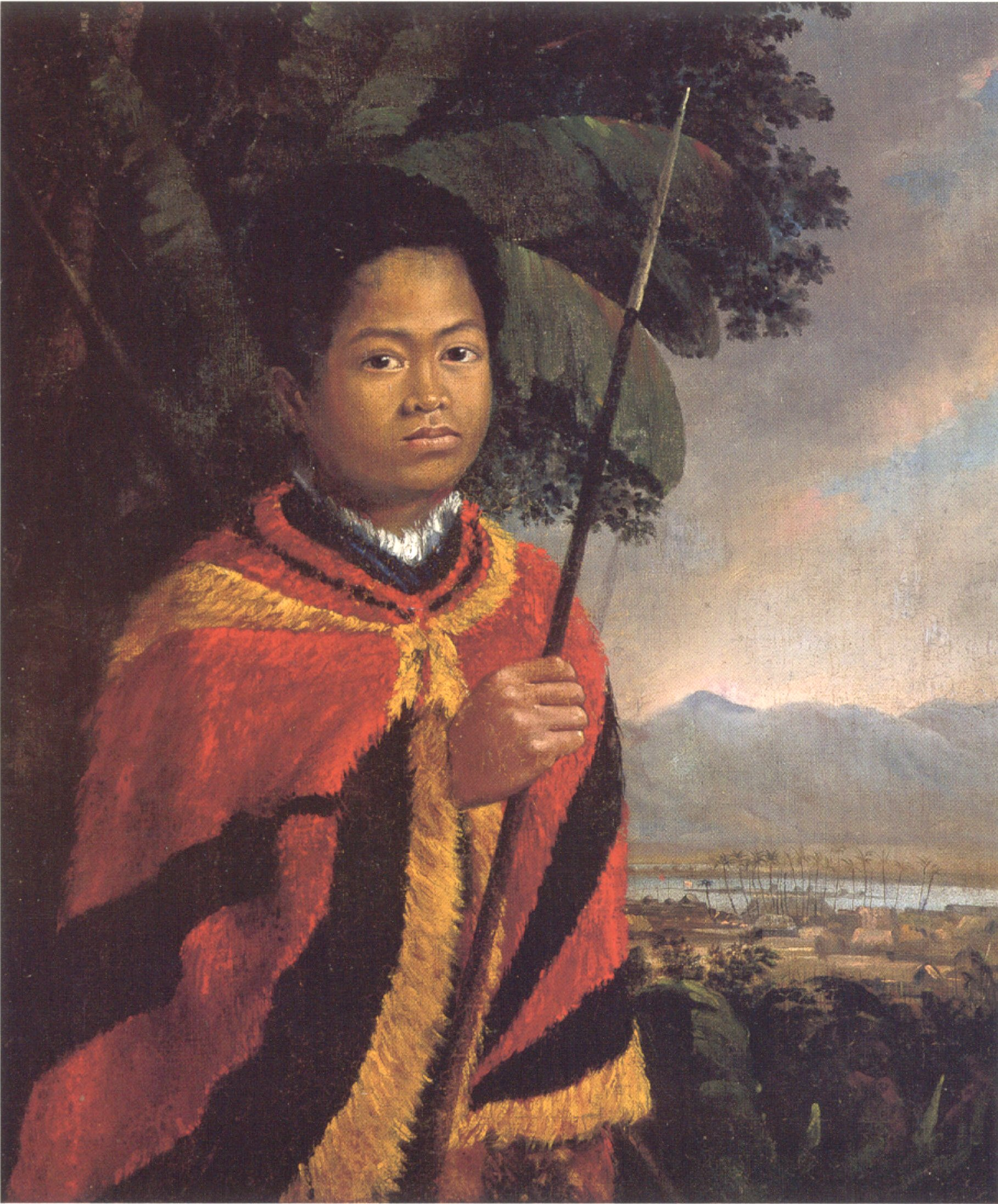
Portrait du jeune prince Kauikeaouli, par Robert Dampier.

Kauikeaouli est né dans la baie de Keauhou (actuelle ville de Kailua-Kona), sur l'île d'Hawaï, la plus grande île de l'archipel des îles hawaïennes. Il est le deuxième fils du roi Kamehameha Ier et de son épouse la reine Keōpūolani, née à Maui. Les premiers historiens ont suggéré, pour sa date de naissance, juin ou juillet 1814, mais une date officielle a été fixée au 11 août 1813.

### Éducation
Kauikeaouli avait environ 16 ans de moins que son frère aîné, le prince Liholiho, qui règne sous le nom de Kamehameha II à partir de 1819. Kauikeaouli a eu une enfance troublée. Il était déchiré entre les directives chrétiennes puritaines imposées au royaume par la reine douairière, Ka'ahumanu, qui était sa belle-mère, et le désir d'honorer les anciennes traditions. Sous l'influence du gouverneur d'Oahu d'alors, le noble Boki, et d'un jeune prêtre hawaïen-tahitien nommé Kaomi, Kauikeaouli se retourne contre ses enseignements chrétiens et crée l'ordre secret de Hulumanu (en français : « plume d'oiseau ») et nomme Kaomi son co-dirigeant. En grandissant, comme tous les autres membres de la famille royale, il renonce à ses extravagances et retourne vers le christianisme à travers le protestantisme.

## Accession au trône

### Succession de KamehamehaIer
En mai 1819, Kauikeaouli n'a que 5 ans lorsque son père, le roi Kamehameha Ier, fondateur de la monarchie hawaïenne et roi depuis 1810, meurt laissant le trône à son fils aîné, Liholiho qui devient Kamehameha II. Malgré son jeune âge, Kauikeaouli devient alors le nouvel héritier du trône, son frère n'ayant pas encore d'enfant à la suite de son mariage avec sa demi-sœur Kamāmalu.

### Décès de son frère

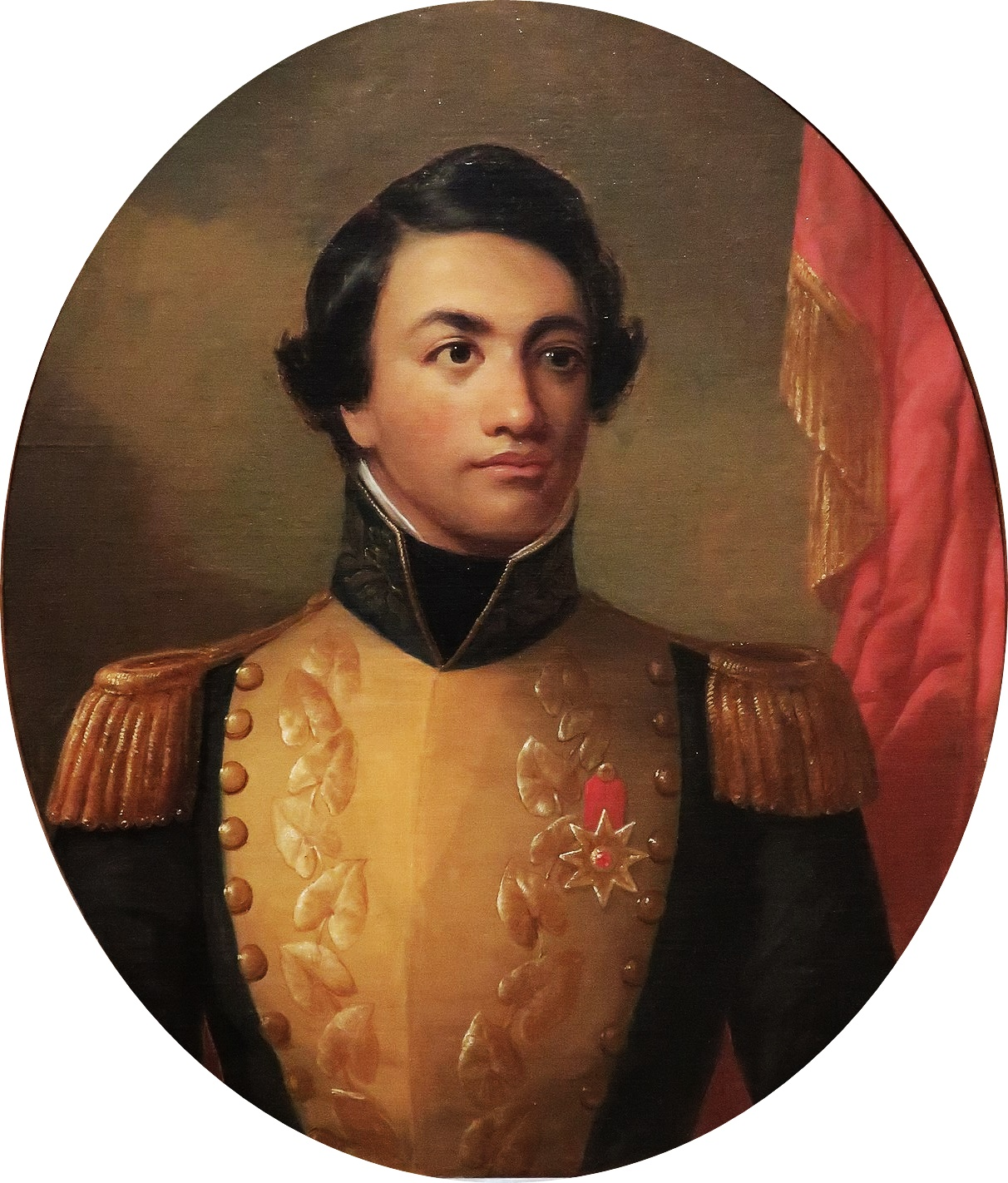
Portrait de Kamehameha III à l'âge de 18 ans (1831).

En novembre 1823, Kamehameha II et son épouse la reine Kamāmalu commandèrent le baleinier britannique L'Aigle sous les ordres du capitaine Valentine Starbuck pour les transporter à Londres pour un voyage diplomatique à l'initiative du roi George IV. Ils arrivèrent le 17 mai 1824 à Portsmouth et le lendemain s'installèrent à l'hôtel Caledonian à Londres. Le 28 mai, une réception avec 200 invités, dont plusieurs ducs, a eu lieu en leur honneur. Par la suite, ils ont visité Londres, notamment l'abbaye de Westminster. Ils ont ensuite assisté à l'opéra et au ballet au Royal Opera House à Covent Garden le 31 mai et au Theatre Royal de Drury Lane le 4 juin au Royal Box. Mais le corps diplomatique hawaïen avait attrapé la rougeole, contre laquelle ils n'avaient aucune immunité. Ils ont probablement contracté la maladie lors de leur visite du 5 juin à l'asile militaire royal (maintenant l'école militaire royale du duc d'York). Kamāmalu mourut la premièe des suites de cette maladie le 8 juillet 1824 à Londres. Le roi, Kamehameha II, mourut six jours plus tard le 14 juillet 1824 à l'âge de 26 ans. Le 6 mai 1825, les corps du roi et de la reine arrivèrent à Hawaï et furent inhumés dans le Mausolée royal. 
Kauikeaouli est alors proclamé roi sous le nom de Kamehameha III.

## Règne

### Début de règne et régence

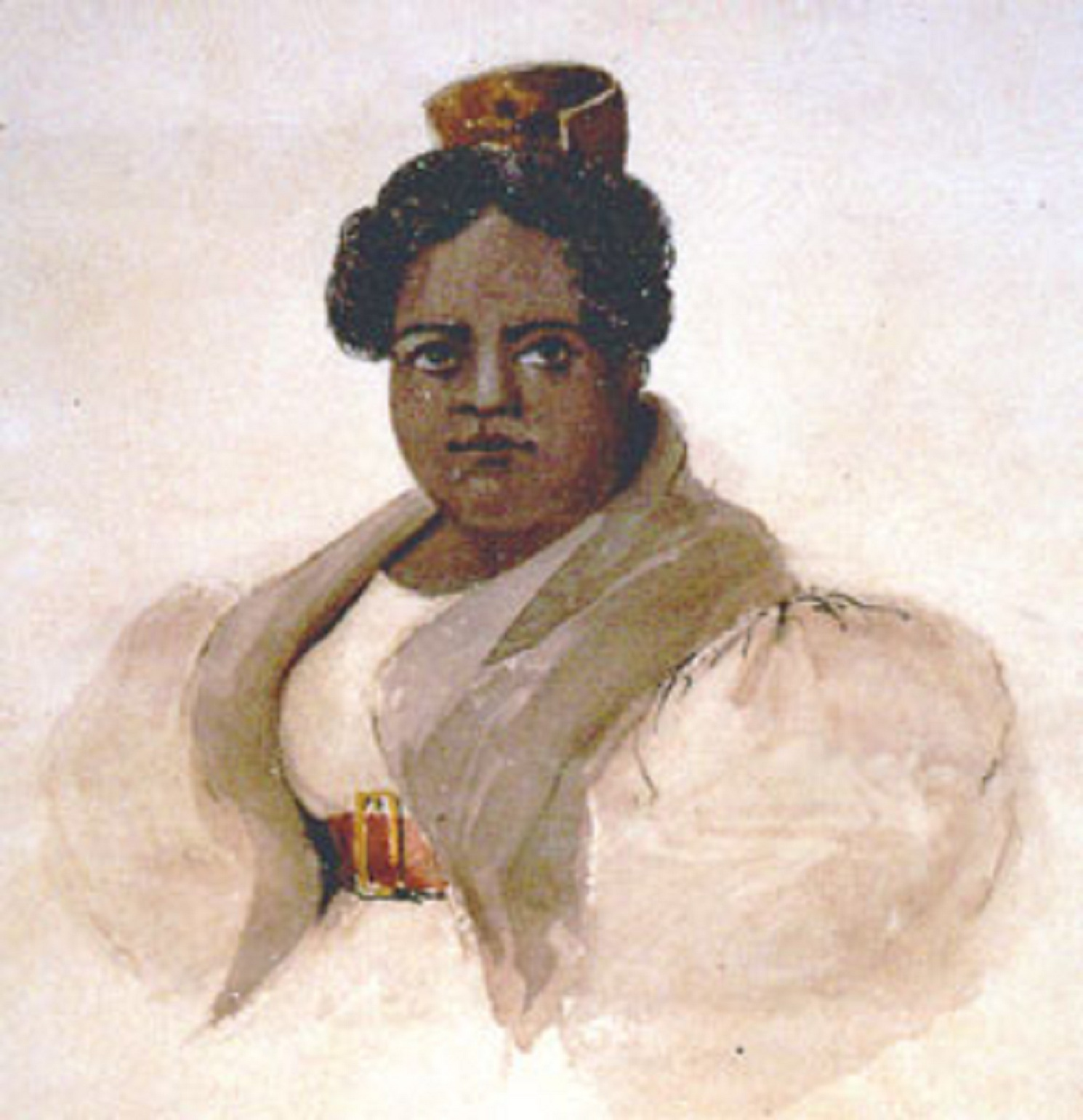
Kinau, demi-sœur du roi et régente d'Hawaï de 1824 à 1833.

Âgé de seulement 11 ans lors de son accession au trône, Kamehameha III dut se soumettre à une période de régence. Alors que la politique est déjà, et depuis plusieurs années, sous l'influence de la reine douairière Ka'ahumanu en tant que Kuhina Nui (Premier ministre), la régence fut décernée à la demi-sœur, la princesse Kinau. Cette dernière partage les opinions politiques de la reine douairière et participe ainsi à renforcer les pouvoirs de la monarchie et du protestantisme dans le royaume. Débute alors une forte politique de répression des communautés catholiques. En 1831, la déportation des prêtres missionnaire catholiques français fut organisée ainsi que la conversion forcée des populations indigènes au protestantisme. De cette période, on retrouve de nombreux témoignages signalant des violences et parfois même la pratique de la torture sur les plus résignés des catholiques. Cette politique agressive face au culte latin continua se poursuit même après la mort de Ka'ahumanu en 1832, sous l'impulsion de la régente Kinau.
En réponse, la France en 1839 envoya sous les ordres du Capitaine de frégate Laplace à bord de l’Artémise, une force armée ayant pour but de réaffirmer les intérêts français et porter secours aux populations indigènes et prêtres catholiques opprimés. Menaçant d’attaquer, Laplace obtint de Kamehameha III la ratification d’un édit de tolérance le 17 juillet 1839 garantissant la liberté de culte aux catholiques et accordant 20 000 $ de compensation aux prêtres déportés et malmenés. La même année, Kinau mourut, annonçant alors le début du règne personnel de Kamehameha III.

### Politique de développement
On note, sous le règne de Kamehameha III, les premières traces de plantation de canne à sucre venues du continent. Le refus des locaux à travailler dans ces champs où les conditions étaient rudes forcèrent les dirigeants à favoriser l'immigration de travailleurs étrangers venus d'Asie et d'Europe. En conséquence, entre 1850 et 1900 quelque 200 000 travailleurs contractuels virent travailler, en vertu de contrats à durée déterminée (généralement pendant cinq ans) de la Chine, le Japon, les Philippines, le Portugal dans l'archipel. Si la plupart rentrèrent dans leurs pays natals, un grand nombre décida de s'installer sur place.
En 1848, le roi Kamehameha III promulgua le grand Māhele, édit royal qui réorganisa complètement le droit de propriété des terres dans le royaume. Celui-ci accorda aux ali'i, 98 % des terres et seuls 2 % aux roturiers. La vente était interdite et seul le transfert au descendant était autorisé.
Hawaï devient une destination hivernale populaire pour les prospecteurs frustrés dans les années 1850. Certains sont des flibustiers espérant profiter d'une rébellion. L'un des premiers est un groupe dirigé par Samuel Brannan, qui ne trouve pas le soutien populaire nécessaire pour un soulèvement.

### Politique étrangère

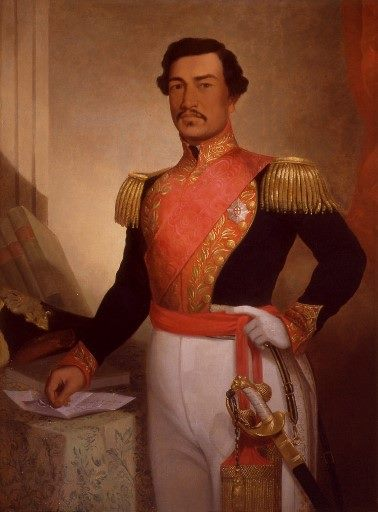
Portrait du roi Kamehameha III.

Le 13 février 1843, un événement qui aurait pu marquer la fin du Royaume d’Hawaï survint. Sous les ordres de Lord George Paulet, le HMS Carysfort vint réclamer, canons et armes chargés, la cession de l’ensemble des îles à la couronne britannique sans quoi un assaut serait lancé.
Voyant la fin proche (l’armée d’Hawaï ne pouvait absolument pas, alors en l’état, résister à la Navy anglaise), Gerrit P. Judd, le ministre de l’Économie du royaume, envoya, secrètement, une lettre à la France, aux États-Unis ainsi qu’à la Grande-Bretagne, dans laquelle il protestait contre cette annexion injuste. Le 26 juillet, l’amiral Richard Darton Thomas débarqua sur l’île, présenta ses excuses au nom de la couronne britannique et ordonna la libération du Royaume. La souveraineté était alors de nouveau emportée.
En août 1849, l’amiral français Louis Tromelin débarqua dans le port d’Honolulu accompagné des frégates La Poursuivante et Gassendi dans le but d’obtenir, pour les catholiques, les mêmes droits que les protestants. En effet, bien que depuis 1839, la liberté de culte avait été rendue à l’Église latine, les catholiques n’étaient pas pour autant complètement égaux en droit avec les réformés. Comme le 25 du mois ses exigences n’avaient pas été satisfaites, l’assaut fut lancé et l’armée française prit le fort d’Honolulu causant des destructions à la hauteur de 100 000 $. La force d’occupation quitta Hawaï le 5 septembre, sans pour autant que les droits des indigènes aient évolué.
Connaissant les risques de conquête de son territoire, Kamehameha III envoya une délégation en 1842 aux États-Unis et en Europe pour obtenir de ceux-ci la reconnaissance de son indépendance. Le 19 décembre 1842, le président John Tyler répondit favorablement, le 17 mars 1843, ce fut au tour de Louis-Philippe, roi des Français, d’accorder sa reconnaissance au petit État du Pacifique sous la demande du roi de Belgique, Léopold Ier. Le 1er avril 1843, Lord Aberdeen, au nom de la reine Victoria, assura à la délégation hawaïenne que : « Le gouvernement de Sa Majesté était disposé et avait décidé de reconnaître l’indépendance des îles Sandwich sous l'autorité de leur souverain actuel. »
C’est alors le 28 novembre 1843 que, conjointement, à la cour de Londres, les gouvernements britanniques et français reconnurent officiellement l’indépendance du royaume d’Hawaï. Hawaï devint alors le premier État indigène, en dehors du vieux continent, à être reconnu par les grandes puissances. Toutefois, bien que le président américain eût répondu positivement à la demande de Kamehameha III la même année, ce n’est qu’en 1849 qu’ils le reconnurent officiellement. Par la suite, Hawaï développa un important réseau diplomatique, d’accords commerciaux et mit en place plus de 90 consulats.

### Réformes et constitution
Au cours des années 1840, le roi réforme les institutions et libéralise le pouvoir royal. Une assemblée législative officielle du royaume hawaïen et un cabinet remplacent le conseil informel des grands nobles. Les hauts nobles se rassemblèrent à travers la Chambre des nobles, à peu près sur le modèle britannique de la chambre des lords. Sept nobles, élus parmi la Chambre, forment le gouvernement. Ce dernier se compose d'un Conseil privé et de cinq ministres. Gerrit Judd est nommé au poste le plus important du conseil, celui de premier ministre du cabinet. Ainsi, sous l'impulsion du roi, l'absolutisme laisse place à un système de monarchie constitutionnelle.
Kamehameha III participe également à la formalisation du système judiciaire et des titres fonciers. Des affaires comme celles de Richard Charlton et Ladd & Co. provoquent les incidents de 1843 et des litiges ultérieurs. Sous son règne, Hawaï se passe rapidement des traditions autochtones au profit d'un nouveau système juridique basé sur le système anglo-saxon.

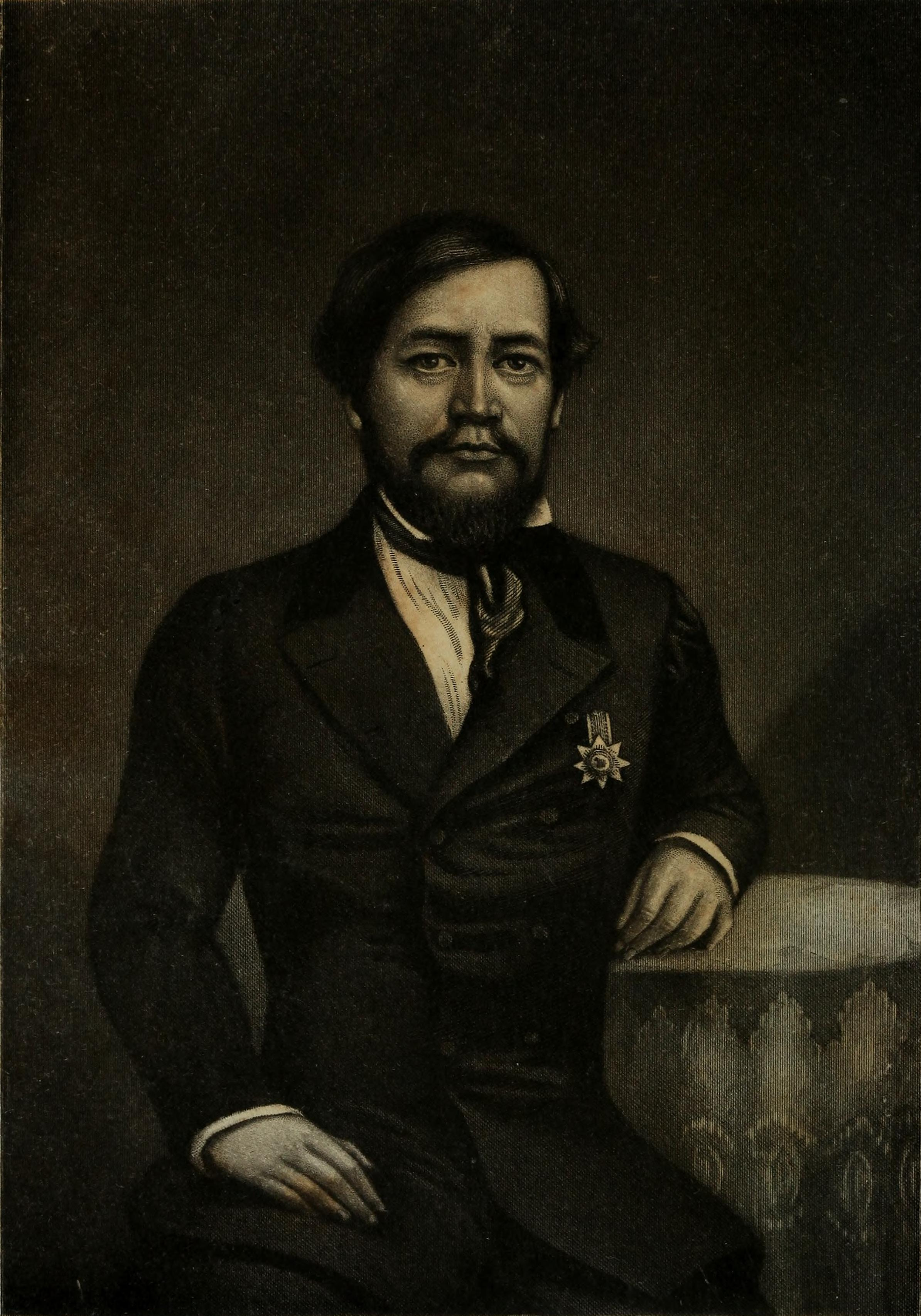
Le roi Kamehameha III vers la fin de sa vie.

Une commission pour l'attribution des terres a été formée le 10 février 1846. Cela conduit à ce qu'on appelle le Grand Mahele de 1848 qui redistribue les terres entre le gouvernement, le roi, les nobles et les roturiers. Les étrangers sont autorisés à posséder des terres en fief simple à Hawaï pour la première fois. De nombreux roturiers ne sont pas au courant de la réforme et ne participent pas à la distribution.
En 1852, une nouvelle constitution est proclamée et la législation ultérieure continue de libéraliser la politique. Le système judiciaire est unifié, au lieu d'avoir des tribunaux séparés pour les Hawaïens et les étrangers. Les magistrats hawaïens locaux deviennent des juges de circuit et une Cour suprême est formée. Les règles de vote sont officialisées et le rôle de la Chambre est renforcé.

### Dernières années
La ruée vers l'or en Californie entraîne une augmentation du commerce, mais aussi de visiteurs indésirables. Auparavant, les longs voyages autour du Cap Horn ou depuis l'Europe signifiaient que les marins infectés étaient soit récupérés soit enterrés en mer au moment de leur arrivée. Le court voyage de Californie apporte plusieurs vagues de maladies qui déciment les Hawaïens indigènes qui n'ont aucune immunité. Au cours de l'année 1846, une épidémie de variole fait des milliers de morts, principalement sur l’île d'Oahu. Judd perd le soutien d'autres personnes qui lui reproche de ne pas contenir l'épidémie, ce qui servit de prétexte pour exiger son départ du gouvernement. Judd est contraint de démissionner le 4 mars 1846 et est remplacé par Keoni Ana en tant que premier ministre.
Kamehameha III décède subitement le 15 décembre 1854 après un accident vasculaire cérébral à l'âge de 41 ans. N'ayant pas d'enfants légitimes, il laisse le trône à son neveu, Kamehameha IV.

## Mariage et enfants

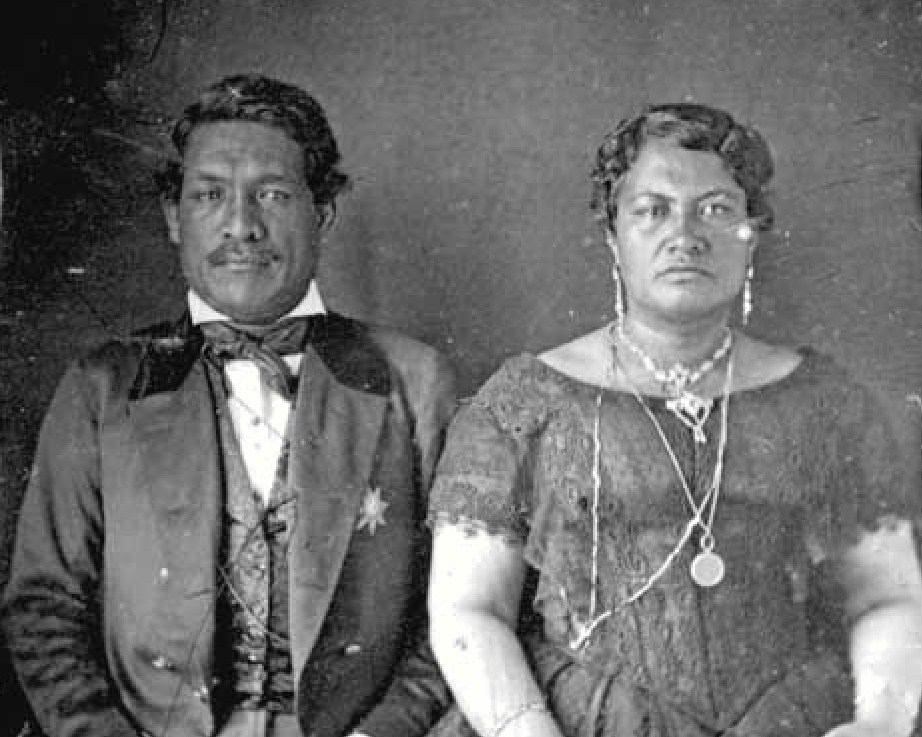
Le roi Kamehameha III et la reine Kalama.

Dans l'ancien Hawaï, les classes supérieures considéraient un mariage avec un membre proche de la famille royale comme un excellent moyen de préserver des lignées pures. C'est ainsi que Kamehameha II épousa sa demi-sœur Kamāmalu afin de renforcer le côté sacré de la monarchie. Jeune, Kamehameha III aimait sa sœur la princesse Nāhiʻenaʻena et prévoyait même de l'épouser, mais l'union fut interdite par les missionnaires et la régente Kinau en raison de la condamnation de l'inceste par l'Église protestante.
Il a été proposé en 1832 que Kamanele, la fille du gouverneur John Adams Kuakini, serait la plus appropriée en âge, en rang et en éducation pour être la future épouse du roi. Malheureusement, Kamanele est morte en 1834 avant le mariage. Au lieu de cela, Kamehameha III a donc choisi d'épouser Kalama Hakaleleponi Kapakuhaili, contre la volonté de sa sœur Kinau.
Le roi épousa Kalama le 14 février 1837 lors d'une cérémonie chrétienne. Kamehameha III et son épouse eurent deux enfants : le prince Keaweaweʻulaokalani, né en 1839 et mort en bas âge, et le prince Keaweaweʻulaokalani (nommé ainsi en hommage à son frère décédé), né en janvier 1842 et mort un mois après sa naissance. Ainsi, Kamehameha III n'eut pas d'enfants légitimes capables de lui succéder. Néanmoins, lui et sa maîtresse Jane Lahilahi, une fille du conseiller de son père John Young, eurent un fils illégitime : Albert Kūnuiākea. Élevé à la cour sous la protection du roi et de la reine, ce dernier n'avait cependant aucun droit au trône, n'étant pas issu du mariage du roi.
Sans héritiers directs, sa succession se tourne en direction de ses neveux et nièces, les enfants de Kinau. L'aîné en droit, Lot Kapuāiwa (futur Kamehameha V), est écarté de la succession par Kamehameha III qui lui préfère son frère cadet, Alexander Liholiho, qui est officiellement désigné héritier du trône et qui succède à Kamehameha III sous le nom de Kamehameha IV.

## Ascendance
|  |                                                              |  |  |  |  |  |  |  |  |  |  |  |  |  |  |  |
|  | 16. Roi Keaweikekahialiʻiokamoku de l'Île d'Hawaï            |  |  |  |  |  |  |  |  |  |  |  |  |  |  |  |
|  |                                                              |  |  |  |  |  |  |  |  |  |  |  |  |  |  |  |
|  |                                                              |  |  |  |  |  |  |  |  |  |  |  |  |  |  |  |
|  | 8. Prince Keʻeaumoku Nui de l'Île d'Hawaï                    |  |  |  |  |  |  |  |  |  |  |  |  |  |  |  |
|  |                                                              |  |  |  |  |  |  |  |  |  |  |  |  |  |  |  |
|  |                                                              |  |  |  |  |  |  |  |  |  |  |  |  |  |  |  |
|  | 17. Princesse Kalanikauleleaiwi de l'Île d'Hawaï             |  |  |  |  |  |  |  |  |  |  |  |  |  |  |  |
|  |                                                              |  |  |  |  |  |  |  |  |  |  |  |  |  |  |  |
|  |                                                              |  |  |  |  |  |  |  |  |  |  |  |  |  |  |  |
|  | 4. Aliʻi Nui Keōua Kalanikupuapaʻikalaninui de Kohala        |  |  |  |  |  |  |  |  |  |  |  |  |  |  |  |
|  |                                                              |  |  |  |  |  |  |  |  |  |  |  |  |  |  |  |
|  |                                                              |  |  |  |  |  |  |  |  |  |  |  |  |  |  |  |
|  | 18. Aliʻi Nui Ku-a-Nuʻuanau de Oʻahu                         |  |  |  |  |  |  |  |  |  |  |  |  |  |  |  |
|  |                                                              |  |  |  |  |  |  |  |  |  |  |  |  |  |  |  |
|  |                                                              |  |  |  |  |  |  |  |  |  |  |  |  |  |  |  |
|  | 9. Aliʻi Nui Kamakaʻimoku de Oʻahu                           |  |  |  |  |  |  |  |  |  |  |  |  |  |  |  |
|  |                                                              |  |  |  |  |  |  |  |  |  |  |  |  |  |  |  |
|  |                                                              |  |  |  |  |  |  |  |  |  |  |  |  |  |  |  |
|  | 19. Aliʻi Nui Umiula-a-Kaʻahumanu de Kohala                  |  |  |  |  |  |  |  |  |  |  |  |  |  |  |  |
|  |                                                              |  |  |  |  |  |  |  |  |  |  |  |  |  |  |  |
|  |                                                              |  |  |  |  |  |  |  |  |  |  |  |  |  |  |  |
|  | 2. Roi Kamehameha I d'Hawaï                                  |  |  |  |  |  |  |  |  |  |  |  |  |  |  |  |
|  |                                                              |  |  |  |  |  |  |  |  |  |  |  |  |  |  |  |
|  |                                                              |  |  |  |  |  |  |  |  |  |  |  |  |  |  |  |
|  | 20. Aliʻi Nui Kauaua-a-Mahi de Kohala                        |  |  |  |  |  |  |  |  |  |  |  |  |  |  |  |
|  |                                                              |  |  |  |  |  |  |  |  |  |  |  |  |  |  |  |
|  |                                                              |  |  |  |  |  |  |  |  |  |  |  |  |  |  |  |
|  | 10. Aliʻi Nui Haʻae-a-Mahi de Kohala                         |  |  |  |  |  |  |  |  |  |  |  |  |  |  |  |
|  |                                                              |  |  |  |  |  |  |  |  |  |  |  |  |  |  |  |
|  |                                                              |  |  |  |  |  |  |  |  |  |  |  |  |  |  |  |
|  | 21. Princesse Kalanikauleleaiwi de l'Île d'Hawaï (= 17)      |  |  |  |  |  |  |  |  |  |  |  |  |  |  |  |
|  |                                                              |  |  |  |  |  |  |  |  |  |  |  |  |  |  |  |
|  |                                                              |  |  |  |  |  |  |  |  |  |  |  |  |  |  |  |
|  | 5. Aliʻi Nui Kekuʻiapoiwa II de Kailua-Kona                  |  |  |  |  |  |  |  |  |  |  |  |  |  |  |  |
|  |                                                              |  |  |  |  |  |  |  |  |  |  |  |  |  |  |  |
|  |                                                              |  |  |  |  |  |  |  |  |  |  |  |  |  |  |  |
|  | 22. Roi Keaweikekahialiʻiokamoku de l'Île d'Hawaï (= 16)     |  |  |  |  |  |  |  |  |  |  |  |  |  |  |  |
|  |                                                              |  |  |  |  |  |  |  |  |  |  |  |  |  |  |  |
|  |                                                              |  |  |  |  |  |  |  |  |  |  |  |  |  |  |  |
|  | 11. Princesse Kekelakekeokalani-a-Keawe de l'Île d'Hawaï     |  |  |  |  |  |  |  |  |  |  |  |  |  |  |  |
|  |                                                              |  |  |  |  |  |  |  |  |  |  |  |  |  |  |  |
|  |                                                              |  |  |  |  |  |  |  |  |  |  |  |  |  |  |  |
|  | 23. Princesse Kalanikauleleaiwi de l'Île d'Hawaï (= 17)      |  |  |  |  |  |  |  |  |  |  |  |  |  |  |  |
|  |                                                              |  |  |  |  |  |  |  |  |  |  |  |  |  |  |  |
|  |                                                              |  |  |  |  |  |  |  |  |  |  |  |  |  |  |  |
|  | 1. Kamehameha III d'Hawaï                                    |  |  |  |  |  |  |  |  |  |  |  |  |  |  |  |
|  |                                                              |  |  |  |  |  |  |  |  |  |  |  |  |  |  |  |
|  |                                                              |  |  |  |  |  |  |  |  |  |  |  |  |  |  |  |
|  | 24. Prince Kalaninuiamamao de l'Île d'Hawaï                  |  |  |  |  |  |  |  |  |  |  |  |  |  |  |  |
|  |                                                              |  |  |  |  |  |  |  |  |  |  |  |  |  |  |  |
|  |                                                              |  |  |  |  |  |  |  |  |  |  |  |  |  |  |  |
|  | 12. Roi Kalaniopu'u de l'Île d'Hawaï                         |  |  |  |  |  |  |  |  |  |  |  |  |  |  |  |
|  |                                                              |  |  |  |  |  |  |  |  |  |  |  |  |  |  |  |
|  |                                                              |  |  |  |  |  |  |  |  |  |  |  |  |  |  |  |
|  | 25. Aliʻi Nui Kamakaʻimoku de Oʻahu (= 9)                    |  |  |  |  |  |  |  |  |  |  |  |  |  |  |  |
|  |                                                              |  |  |  |  |  |  |  |  |  |  |  |  |  |  |  |
|  |                                                              |  |  |  |  |  |  |  |  |  |  |  |  |  |  |  |
|  | 6. Roi Kīwalaʻō de l'Île d'Hawaï                             |  |  |  |  |  |  |  |  |  |  |  |  |  |  |  |
|  |                                                              |  |  |  |  |  |  |  |  |  |  |  |  |  |  |  |
|  |                                                              |  |  |  |  |  |  |  |  |  |  |  |  |  |  |  |
|  | 26. Roi Kekaulike de Maui                                    |  |  |  |  |  |  |  |  |  |  |  |  |  |  |  |
|  |                                                              |  |  |  |  |  |  |  |  |  |  |  |  |  |  |  |
|  |                                                              |  |  |  |  |  |  |  |  |  |  |  |  |  |  |  |
|  | 13. Princesse Kalola Pupuka-o-Honokawailani de Maui          |  |  |  |  |  |  |  |  |  |  |  |  |  |  |  |
|  |                                                              |  |  |  |  |  |  |  |  |  |  |  |  |  |  |  |
|  |                                                              |  |  |  |  |  |  |  |  |  |  |  |  |  |  |  |
|  | 27. Princesse Kekuʻiapoiwa de Maui                           |  |  |  |  |  |  |  |  |  |  |  |  |  |  |  |
|  |                                                              |  |  |  |  |  |  |  |  |  |  |  |  |  |  |  |
|  |                                                              |  |  |  |  |  |  |  |  |  |  |  |  |  |  |  |
|  | 3. Princesse Keōpūolani de l'Île d'Hawaï                     |  |  |  |  |  |  |  |  |  |  |  |  |  |  |  |
|  |                                                              |  |  |  |  |  |  |  |  |  |  |  |  |  |  |  |
|  |                                                              |  |  |  |  |  |  |  |  |  |  |  |  |  |  |  |
|  | 28. Prince Keʻeaumoku Nui de l'Île d'Hawaï (= 8)             |  |  |  |  |  |  |  |  |  |  |  |  |  |  |  |
|  |                                                              |  |  |  |  |  |  |  |  |  |  |  |  |  |  |  |
|  |                                                              |  |  |  |  |  |  |  |  |  |  |  |  |  |  |  |
|  | 14. Aliʻi Nui Keōua Kalanikupuapaʻikalaninui de Kohala (= 4) |  |  |  |  |  |  |  |  |  |  |  |  |  |  |  |
|  |                                                              |  |  |  |  |  |  |  |  |  |  |  |  |  |  |  |
|  |                                                              |  |  |  |  |  |  |  |  |  |  |  |  |  |  |  |
|  | 29. Aliʻi Nui Kamakaʻimoku de Oʻahu (= 9)                    |  |  |  |  |  |  |  |  |  |  |  |  |  |  |  |
|  |                                                              |  |  |  |  |  |  |  |  |  |  |  |  |  |  |  |
|  |                                                              |  |  |  |  |  |  |  |  |  |  |  |  |  |  |  |
|  | 7. Aliʻi Nui Kekuʻiapoiwa Liliha de l'Île d'Hawaï            |  |  |  |  |  |  |  |  |  |  |  |  |  |  |  |
|  |                                                              |  |  |  |  |  |  |  |  |  |  |  |  |  |  |  |
|  |                                                              |  |  |  |  |  |  |  |  |  |  |  |  |  |  |  |
|  | 30. Roi Kekaulike de Maui (= 26)                             |  |  |  |  |  |  |  |  |  |  |  |  |  |  |  |
|  |                                                              |  |  |  |  |  |  |  |  |  |  |  |  |  |  |  |
|  |                                                              |  |  |  |  |  |  |  |  |  |  |  |  |  |  |  |
|  | 15. Princesse Kalola Pupuka-o-Honokawailani de Maui (= 13)   |  |  |  |  |  |  |  |  |  |  |  |  |  |  |  |
|  |                                                              |  |  |  |  |  |  |  |  |  |  |  |  |  |  |  |
|  |                                                              |  |  |  |  |  |  |  |  |  |  |  |  |  |  |  |
|  | 31. Princesse Kekuʻiapoiwa de Maui (= 27)                    |  |  |  |  |  |  |  |  |  |  |  |  |  |  |  |
|  |                                                              |  |  |  |  |  |  |  |  |  |  |  |  |  |  |  |
|  |                                                              |  |  |  |  |  |  |  |  |  |  |  |  |  |  |  |